# Saw Maung
Saw Maung, född 1928 i Mandalay, död 24 juli 1997, var en burmesisk politiker. Han var general när han startade en kupp 1988 och blev premiärminister och diktator. Saw Maung ledde en junta kallad State Law and Order Restoration Council (SLORC), och lovade att hålla fria val 1990. Ett val hölls som utlovat också, men juntan förlorade stort och vanns av Aung San Suu Kyis parti National League for Democracy (NLD) men den styrande militärjuntan lät aldrig NLD få makten.
Saw Maung var även utrikesminister mellan 1988 och 1991. Man tror att han tvingades lämna ifrån sig makten i april 1992 (han åberopade hälsoskäl) och hans position övertogs av Than Shwe.